# كأس ملك إسبانيا 1980–81
كأس ملك إسبانيا 1980–81 (بالإسبانية: Copa del Rey de fútbol 1980-81)‏ هو الموسم 77 من كأس ملك إسبانيا. أشرف على تنظيمه الاتحاد الملكي الإسباني لكرة القدم، وكان عدد الأندية المشاركة فيه 138، وفاز فيه نادي برشلونة.